# 73769 Delphi
73769 Delphi este o planetă minoră (asteroid), cu un diametru de 4,785 km, din centura de asteroizi. A fost descoperită pe 10 august 1994 la Observatorul La Silla de Eric Walter Elst. 
Obiectul prezintă o orbită caracterizată de o semiaxă mare de 3,9819727627616 UAi, o excentricitate de 0,26, o înclinație de 1,9 ° în raport cu ecliptica.